# 浜田港線

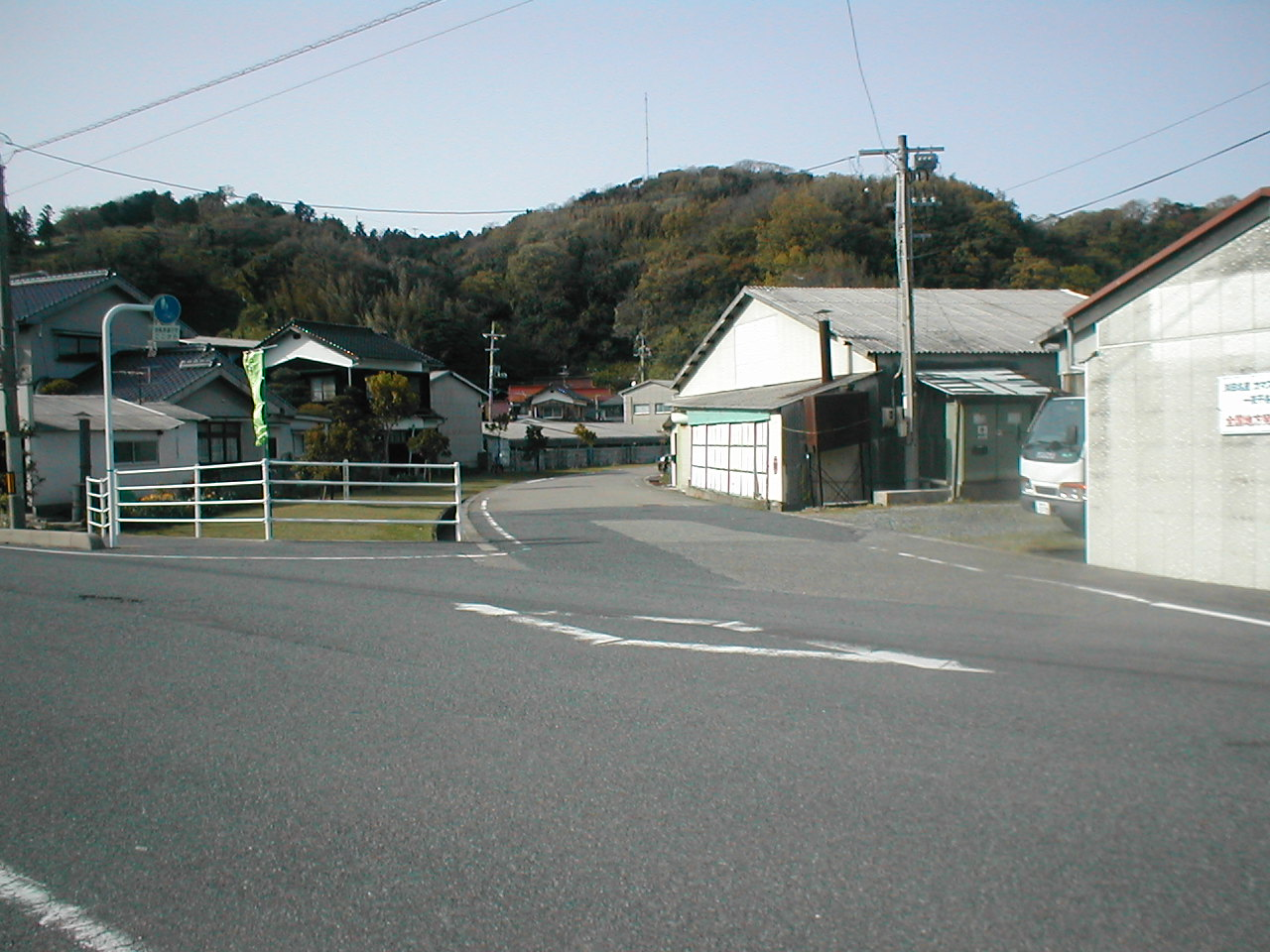
一部区間跡

浜田港線（はまだこうせん）は、かつて島根県浜田市の山陰本線西浜田駅から分岐して浜田港駅までを結んでいた日本国有鉄道（国鉄）の貨物線である。正式には山陰本線の貨物支線で浜田港線は通称である。
1955年（昭和30年）8月1日に開設され、1982年（昭和57年）11月7日に廃止された。廃止後はレールも撤去されている。

## 路線データ
廃止時点のもの。
- 路線距離（営業キロ）：西浜田 - 浜田港間 2.3km
- 軌間：1067mm
- 駅数：2駅（起終点駅含む）
- 複線区間：なし（全線単線）
- 電化区間：なし（全線非電化）
- 閉塞方式：単線自動閉塞式

## 運行形態
貨物輸送を目的とする路線であり、浜田港から来た貨物を輸送したり、浜田港に貨物を送り、そこから船で輸送したりするなどの役目を担っていた。SL時代は、C56形が使用されていた。

## 歴史
- 1955年（昭和30年）8月1日 山陰本線貨物支線の西浜田 - 浜田港間が開業
- 1982年（昭和57年）11月7日 貨物支線 西浜田 - 浜田港間が廃止

## 駅一覧
西浜田駅 - 浜田港駅

### 接続路線
- 西浜田駅：山陰本線

## 廃線後の状況
西浜田駅
2番線の奥にさらにホームがあった。現在はそこにもう一本ホームがあったようには見えなくなっている。
山陰本線との分岐点付近
江川川橋梁付近にポイントの跡があり、現在も見ることができる。そばを列車が高速で通過する。
山陰本線との分岐点より100m先
小さな竹林になっている。レールは撤去されていると思われる。
県道との分岐点より北側の部分
上にある写真の道路脇の草むらが廃線跡と思われる。
※県道との分岐点より北側の部分と、山陰本線との分岐点より100m先の部分は列車からも見ることができる。